# Дърам (град, Орегон)
Вижте пояснителната страница за други значения на Дърам.
Дърам (на английски: Durham) е град в окръг Вашингтон, щата Орегон, САЩ. Дърам е с население от 1395 жители (2007) и обща площ от 1,1 km². Намира се на 60,05 m надморска височина. ЗИП кодът му е 97224, а телефонният му код е 503.